# Mount Mills
Mount Mills är ett berg i Antarktis. Det ligger i Östantarktis. Nya Zeeland gör anspråk på området. Toppen på Mount Mills är 2 973 meter över havet.
Terrängen runt Mount Mills är huvudsakligen kuperad, men åt nordost är den bergig. Trakten är obefolkad. Det finns inga samhällen i närheten.